# Václav Pavkovič
Václav Pavkovič (ur. 24 kwietnia 1936 w Brzecławiu, zm. 17 listopada 2019 tamże) – czeski wioślarz reprezentujący Czechosłowację, brązowy medalista olimpijski.

## Kariera
Wystąpił na igrzyskach olimpijskich w Rzymie w 1960, gdzie osada Czechosłowacji w składzie: Bohumil Janoušek, Jan Jindra, Jiří Lundák, Stanislav Lusk, Václav Pavkovič, Luděk Pojezný, Jan Švéda, Josef Věntus i Miroslav Koníček (sternik) zdobyła brązowy medal w ósemkach. W wyścigu finałowym uplasowali się 7,66 sekundy za Wspólną Reprezentacją Niemiec i o 3,32 sekundy za osadą Kanady. Był to jego jedyny stat olimpijski.
Otrzymał tytuł Zasłużonego Mistrza Sportu. Przez dwa lata służył w Czechosłowackiej Armii Ludowej. Po zakończeniu kariery został trenerem. Był także prezesem swojego macierzystego klubu, Slovan Břeclav. Zmarł w wieku 83 lat w Brzecławiu.